# Tội nói dối với Quốc hội
Tội nói dối với Quốc hội hay tội đánh lừa Quốc hội/Nghị viện (tiếng Anh:To mislead parliament), nói chung là "khai không đúng sự thật trước cơ quan đại diện của người dân" là một hành vi cố ý trình bày thông tin sai lệch cho các đại biểu Quốc hội, đây là một tội rất nghiêm trọng đã được quy định rõ trong các thể chế Đại nghị theo Hệ thống Westminster. Theo quy ước, Bộ trưởng hay thành viên Chính phủ nào mà có hành vi cung cấp thông tin sai lạc, bằng chứng gây hiểu lầm hay là lừa dối quốc hội, dự kiến sẽ từ chức hoặc phải đối mặt với bị sa thải, bãi miễn.
Chính phủ Scotland yêu cầu các bộ trưởng phải từ chức nếu họ lừa dối Quốc hội. Tại Úc, đối với các nhân chứng làm chứng cho một ủy ban của quốc hội, nếu đưa ra thông tin hay bằng chứng gây hiểu lầm, làm chứng dối, có thể được coi là một tội xúc phạm Quốc hội.
Tháng 6 năm 1963, nghị sĩ Quốc hội Anh và Bộ trưởng Bộ Chiến tranh là John Profumo đã phải từ chức sau khi thú nhận là không khai đủ sự thật trước một Ủy ban điều tra của Quốc hội Anh trong vụ ngoại tình với người mẫu Christine Keeler; sự kiện này cũng dẫn đến việc từ chức của Thủ tướng Anh lúc đó là Harold Macmillan vào tháng 10 cùng năm. Gần đây, vào tháng 5 năm 2012, có trường hợp dân biểu liên bang Úc là Craig Thomson khi ra điều trần trước Quốc hội Úc đã bị dọa truy cứu với tội danh này.